# Piri mindent tud
A Piri mindent tud 1932-ben bemutatott fekete-fehér, magyar filmvígjáték Kabos Gyula, Dajka Margit, Páger Antal, Rátkai Márton főszereplésével. A filmet Székely István rendezte.

## Cselekménye
Két színész és egy színházi súgó szerény körülmények között él egy bérelt lakásban Budapesten. A két férfi jelképes tétekben állandóan kártyázik egymással, és Bognár Béla felesége, Piri vezeti a háztartást. A hangulat azonban jó, szerepeik szövegéből idéznek az adott helyzethez illő párbeszédeket.
A gázművek két embert küld a lakásba, hogy számlatartozás miatt kikapcsolják a gázt. Mivel nem tudnak 9 pengő 60-at kifizetni, a gázórát leplombálják. Nem sokkal később levelet kapnak a háziúrtól, aki felszólítja őket, hogy a hét végéig fizessék ki a lakbértartozásukat, vagy el kell hagyniuk a lakást.
Eközben a háziúr, aki mellesleg üzletember, amerikai üzletemberekhez indul tárgyalni, akik kanári-tenyésztő telepet akarnak létesíteni a Duna egyik szigetén. A háziúr anyósa azonban úgy gondolja, hogy veje megcsalja a lányát, ezért felhív egy magándetektívet, aki megígéri neki, hogy egy női nyomozót állít az ügyre.
A három barát elhatározza, hogy megpróbálnak fizetési haladékot kérni, azonban nincs bátorságuk hozzá, végül Piri úgy dönt, hogy ő beszélni fog vele. A háziúr, Fodor L. Árpád lakásához érve az anyós azt hiszi, hogy a női nyomozó érkezett meg, és elmondja neki a feladatot. Piri gyorsan kapcsol, kérdez pár dolgot, jegyzetel, még előleget is kap a munkára. A lakáson kívül találkozik az igazi női nyomozóval, akinek Piri azt mondja, hogy már nem aktuális a megbízás és fájdalomdíjként pénzt ad neki.
A kint várakozó férfiak (akik közben kártyáztak) hitetlenkedve nézik a kapott előleget, amit Piri mutat nekik. Gyorsan bevásárolnak, szép ruhákat vesznek (Piri bundát is), és a gázszámlát is kifizetik, így a gázórát visszakapcsolják náluk.
Piri az anyós közlése alapján a Ritz Hotelbe megy, ahol Fodor Árpád valóban amerikai üzletemberekkel tárgyal. Piri leül az asztalukhoz, mint tört magyarsággal beszélő, Amerikában, Chicagóban élő magyar. Ugyanekkor tartják a hotelban a kanári kongresszust is, amin szépségversenyt tartanak a madarak között. Ezen a két amerikai elnököl, így a Fodor Árpád és Piri kettesben marad. Mivel férje a féltékenységtől nem tud otthon maradni, ezért a két férfi is megérkezik a hotelba, ahol látják Pirit és az idegen férfit bizalmasan beszélgetni. Piri odamegy hozzájuk és határozottan kéri, hogy hagyják őt egyedül dolgozni, amit a férje meg is ígér, azonban ezt nem tudja betartani. Valahonnan indiai ruhákat és álbajuszt, álszakállt szereznek, így a hotelben ebben az álruhában mozognak. Még egy verebet is kerítenek, amit befestenek sárgára, hogy kanárinak látszódjon. A versenyen is részt vesznek vele.
Mivel a veréb nem énekel, helyette Bognár Béla fütyörészik, amivel később megnyerik a versenyt.
Fodor azt javasolja Pirinek, hogy menjenek át Budára, a Zöld Hordó étterembe. Piri férje is követi őket, ezúttal huszárnak öltözve.
Piri azt mondja a férfinak, hogy tud tenyérből jósolni, és pár dolgot „kiolvas” a tenyeréből (ezeket az anyós mondta el neki), amit a férfi meglepve fogad (például a kedvenc étele nevét: túrós palacsinta).  Fodor azt mondja Pirinek, hogy szereti. Ő azonban ezt elhárítja és elmegy telefonálni az anyósnak. Eközben megérkezik a háziúr felesége, Margit, akit az anyja felzaklatott azzal a gyanúval, hogy a férje megcsalja. Amikor látja az idegen nővel iszogatni, a gyanú beigazolódni látszik, Piri férje számára is. Amikor felesége elmegy telefonálni, odamegy a férfihoz és mintha régi iskolatársa lenne, figyelmezteti, hogy a nő magándetektív, aki őutána nyomoz. Amikor Piri visszatér az asztalhoz, Fodor elmondja neki a tényt, miszerint megtudta, hogy Piri magándetektív.
A feleség biztatja Bognárt, hogy vágja pofon a másik férfit, amit ő bevallott gyávaságból visszautasít. Végül Piri őt üti pofon. Ekkor megérkezik az anyós, hogy tetten érje a vejét, azonban Piri igazolja, hogy a Fodor teljesen ártatlan, nincs szó másik nőről. Az anyós kifizeti Pirinek a kialkudott 1000 pengő tiszteletdíjat és minden jól végződik.

## Fogadtatás
A közönség jól fogadta a filmet, de anyagilag nem lett sikeres.

## Szereposztás
| színész        | szerep                                      |
| -------------- | ------------------------------------------- |
| Kabos Gyula    | Bognár Béla, állástalan színész, Piri férje |
| Dayka Margit   | Piri, állástalan színésznő, Bognár felesége |
| Rátkai Márton  | Szépvölgyi, állástalan színházi súgó        |
| Páger Antal    | Fodor L. Árpád, háziúr és üzletember        |
| Eöry Erzsi     | Margit, Fodor felesége                      |
| Zala Karola    | Fannyka, Margit anyja, Fodor anyósa         |
| Makláry Zoltán | magándetektív                               |
| Sarkadi Aladár | Mr Brown                                    |
| Rubinyi Tibor  | Mr Abel                                     |
| Hajnal György  | Kovács                                      |
| Kabók Győző    | a házmester                                 |
| Hubai Elzi     | Lucy                                        |
| Gonda László   | Jim                                         |

További szereplők: Horváthy Elvira, Kürti Teréz, Sugár Lajos, Balla Kálmán, Pataky Ferenc, Zilahy Gyula, Bálint Béla, Várnai Jenő, Justh Gyula.

## Érdekesség
- A film kópiája a második világháború alatt elkallódott és csak jóval később került elő.
- Dajka Margitnak ez volt az első filmfőszerepe.
- Páger Antalnak ez volt az első filmes szerepe.